# Tĩnh Hải quân
Tĩnh Hải (chữ Hán: 靜海) hay Tĩnh Hải quân (chữ Hán: 靜海軍) là một đơn vị phiên trấn do Tiết độ sứ quản lý, được thiết lập từ thời nhà Đường trong lịch sử Trung Quốc, tương ứng với thời Bắc thuộc lần 3 trong lịch sử Việt Nam. Phần lớn địa giới của Tĩnh Hải nằm ở miền Bắc Việt Nam ngày nay. Tên gọi Tĩnh Hải vẫn được sử dụng trên danh nghĩa sau khi Việt Nam giành được độc lập, cụ thể tới hết thời loạn 12 sứ quân, kéo dài 102 năm (866-968).

## Thay đổi tên gọi
Từ đầu cho tới giữa thời thuộc Đường, nhà Đường gọi Việt Nam là An Nam đô hộ phủ, Trấn Nam Đô hộ phủ, với người đứng đầu là các quan Đô hộ hoặc Kinh lược sứ. Đây là sự phân biệt giữa trấn nội thuộc và ngoại thuộc của nhà Đường vì các đơn vị hành chính tại chính quốc Nhà Đường khi đó là các "quân" với người đứng đầu có chức danh là Tiết độ sứ.

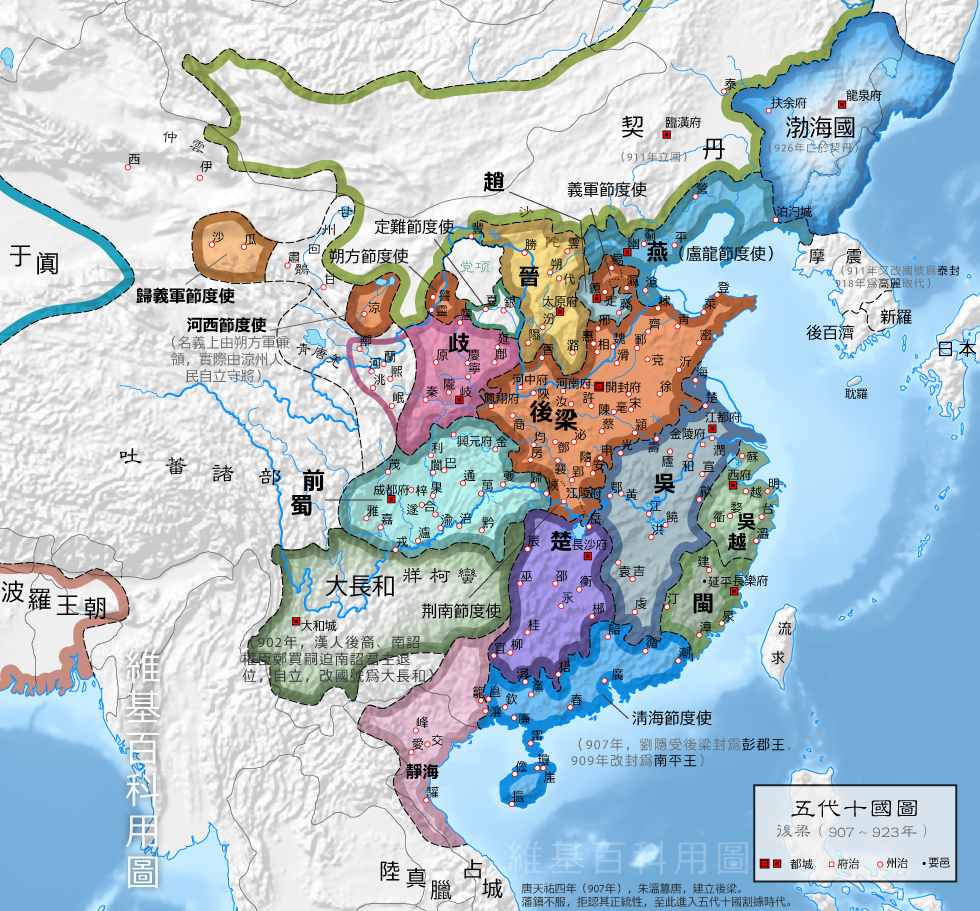
Thời nhà Hậu Lương (907-923)
Bột Hải Quốc (渤海國)
Yên (燕)
Tấn (晉), tiền thân của Hậu Đường
Triệu (趙)
Kỳ (岐)
Hậu Lương (後梁)
Tiền Thục (前蜀)
Ngô (吳)
Ngô Việt (吳越)
Mân (閩)
Sở (楚)
Đại Trường Hòa (大長和)
Nam Hán (南漢)
Tĩnh Hải quân tiết độ sứ (靜海軍節度使)

Năm 866, sau 3 năm bị quân Nam Chiếu chiếm đóng, An Nam đô hộ phủ trở về tay Nhà Đường vì tướng Cao Biền có công đánh dẹp. Đường Ý Tông theo thỉnh cầu của Cao Biền, thăng An Nam đô hộ phủ làm Tĩnh Hải quân. Điều này tương tự như việc Hán Hiến Đế đã làm năm 203 theo tờ biểu của thứ sử Trương Tân và Thái thú quận Giao Chỉ là Sĩ Nhiếp, cho bộ Giao Chỉ được lập thành Giao Châu, coi ngang hàng như các đơn vị hành chính ở Trung Quốc. Lúc này An Nam đô hộ phủ trở thành Tĩnh Hải quân cũng giống như các "quân" (đơn vị hành chính) ở Trung Quốc với người đứng đầu có chức danh là Tiết độ sứ.

## Lịch sử

### Thời thuộc Đường
Sau loạn An Sử, nhà Đường tuy diệt được Đại Yên nhưng trên thực tế không còn mạnh như trước. Các phiên trấn phía đông không tuân phục chính quyền trung ương, các vùng xa như An Nam đô hộ phủ thường xuyên bị nước Nam Chiếu (vùng Vân Nam) uy hiếp.
Năm 863, Nam Chiếu chiếm được An Nam đô hộ phủ, tướng Sái Tập Nhà Đường tử trận. Cao Biền được điều sang phải mất 3 năm mới hoàn toàn đánh dẹp được Nam Chiếu. Để khôi phục và củng cố quyền hành tại An Nam đô hộ phủ, Đường Ý Tông thăng An Nam đô hộ phủ làm Tĩnh Hải quân, cho Cao Biền làm Tiết độ sứ.
Sau Cao Biền, các Tiết độ sứ kế tục là Cao Tầm, Tăng Cổn, Tạ Triệu, An Hữu Quyền, Chu Toàn Dục và Độc Cô Tổn.

### Thời tự chủ
Cuối thế kỷ 9, thời vua Đường Hy Tông nổ ra khởi nghĩa Hoàng Sào. Khởi nghĩa bị tiêu diệt nhưng các quân phiệt cũng nhân đó gây nội chiến và cát cứ công khai. Nhà Đường bị quyền thần Chu Ôn khống chế.
Năm 905, Chu Toàn Trung ghét Tiết độ sứ Tĩnh Hải quân Độc Cô Tổn là người không cùng cánh, bèn đày ra đảo Hải Nam và giết chết. Trong lúc nhà Đường chưa kịp cử quan cai trị mới sang trấn nhậm, một hào trưởng người Việt là Khúc Thừa Dụ đã chiếm lấy thủ phủ Đại La, tự xưng là Tiết độ sứ. Chu Toàn Trung đang mưu cướp ngôi nhà Đường, đã nhân danh vua Đường Ai Đế thừa nhận Khúc Thừa Dụ. Từ đó người Việt bắt đầu khôi phục quyền tự chủ.
Sau Khúc Thừa Dụ, con là Khúc Hạo thực hiện cải cách hành chính, củng cố quyền hành ở Tĩnh Hải quân. Cả thảy toàn bộ Tĩnh Hải quân được chia thành 314 giáp.
Nhà Hậu Lương, trước đây vì mới cướp ngôi nhà Đường, phương Bắc nhiều biến cố nên thừa nhận Khúc Hạo làm Tiết độ sứ Tĩnh Hải quân năm 907. Nhưng qua năm sau, vua Hậu Lương là Chu Ôn lại phong cho Tiết độ phó sứ ở Quảng Châu là Lưu Ẩn kiêm chức "Tĩnh Hải quân tiết độ, An Nam đô hộ". Điều đó có nghĩa là người Trung Quốc vẫn muốn chiếm lại Việt Nam.
Năm 911, Lưu Ẩn chết, em là Lưu Nghiễm lên thay. Sự cai trị vững vàng của Khúc Hạo khiến họ Lưu ở Quảng Châu không dám nhòm ngó tới phương nam. Năm 917, Lưu Nghiễm tự xưng đế, lập ra nước Nam Hán, cát cứ vùng Ngũ Lĩnh không thần phục nhà Hậu Lương nữa.
Cuối năm 917 Khúc Hạo mất, con là Khúc Thừa Mỹ lên thay. Khúc Thừa Mỹ chủ trương kết thân với nhà Hậu Lương ở Trung Nguyên. Năm 919, ông sai sứ sang Biện Kinh xin tiết việt của nhà Hậu Lương. Vua Lương là Mạt đế Chu Hữu Trinh, bấy giờ bận đối phó với các nước lớn ở Trung Nguyên nên ban Tiết Việt cho Khúc Thừa Mỹ và phong ông làm Tiết độ sứ. Được sự hậu thuẫn của nhà Hậu Lương, Thừa Mỹ chủ quan cho rằng uy thế của nhà Lương rộng lớn ở Trung Nguyên có thể kìm chế được Nam Hán nhỏ hơn ở Quảng Châu. Ông công khai gọi nước Nam Hán là "ngụy đình".
Năm 930, vua Nam Hán là Lưu Nghiễm điều quân đánh Tĩnh Hải quân. Khúc Thừa Mỹ không chống nổi, bị bắt mang về Phiên Ngung.
Năm 931, bộ tướng của Khúc Hạo là Dương Đình Nghệ mang quân đánh đuổi tướng Nam Hán là Lý Tiến và diệt viện binh của Trần Bảo, giành lại thành Đại La. Ông tự xưng là Tiết độ sứ Tĩnh Hải quân.
Năm 937, Dương Đình Nghệ bị nha tướng Kiều Công Tiễn phản bội, giết chết và cướp quyền, tự xưng Tiết độ sứ.

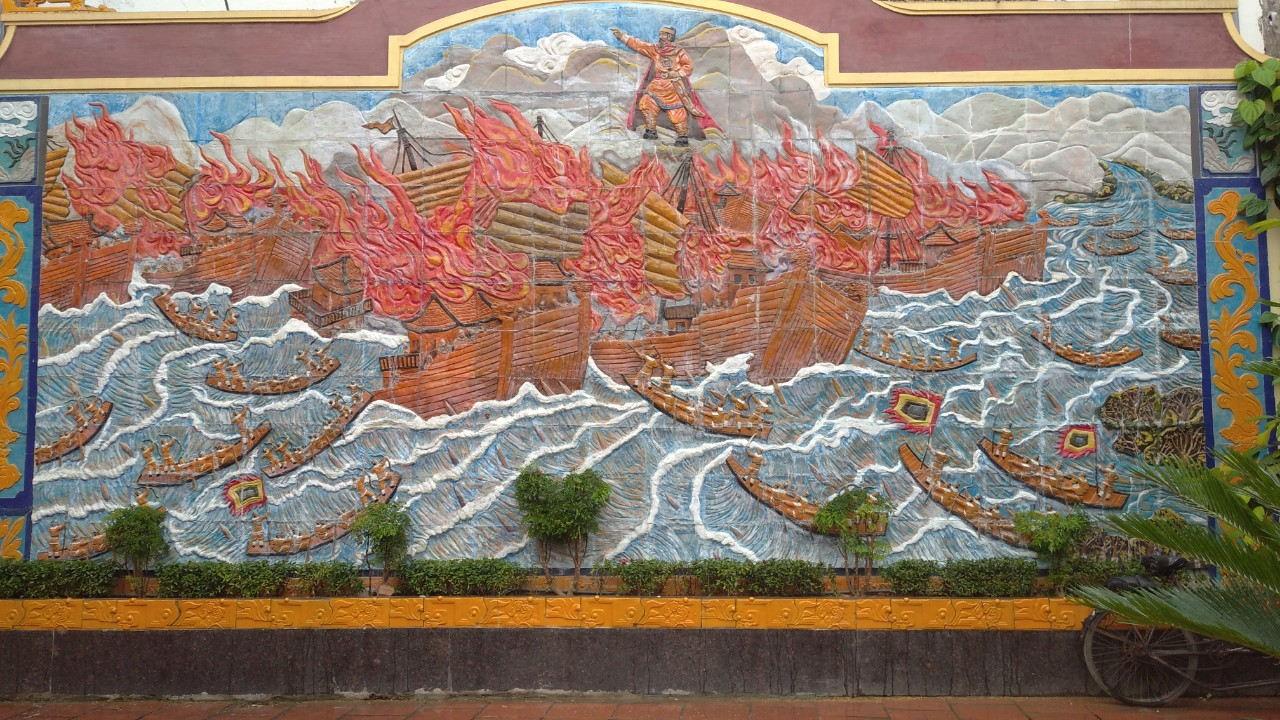
Tranh ghép đá mô phỏng trận Bạch Đằng 938

Năm 938, con rể Dương Đình Nghệ là Ngô Quyền từ Ái châu tập hợp lực lượng ra đánh chiếm thành Đại La, giết chết Kiều Công Tiễn. Cuối năm đó Ngô Quyền đánh bại quân Nam Hán sang đánh Tĩnh Hải quân với danh nghĩa giúp Kiều Công Tiễn tại trận Bạch Đằng.

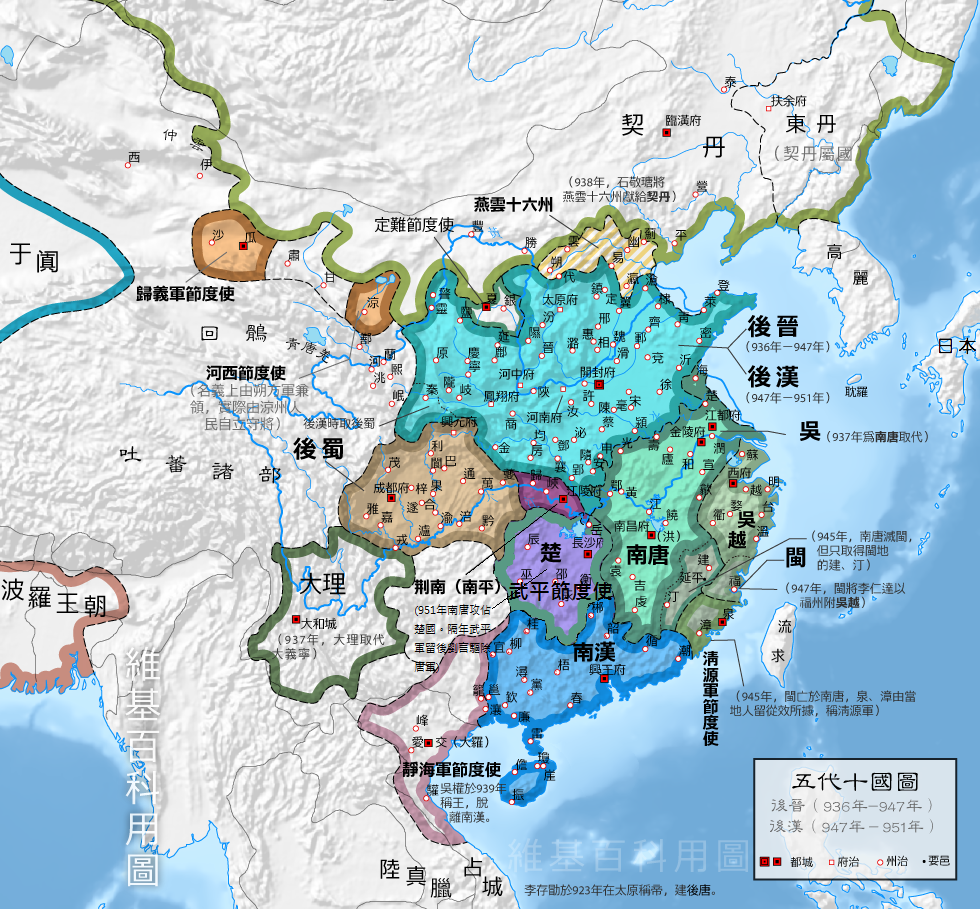
Thời nhà Hậu Tấn (936-947) và nhà Hậu Hán (947-950)
Hậu Tấn (後晉) và Hậu Hán (後漢)
Hậu Thục (後蜀)
Kinh Nam (荆南)
Sở (楚)
Nam Đường (南唐)
Ngô Việt (吳越)Sau năm 945, lãnh thổ nước Mân trước đây bị phân chia giữa Nam Đường, Ngô Việt và Thanh Nguyên quân
Thanh Nguyên quân tiết độ sứ (清源軍節度使)
Nam Hán (南漢)

### Thời Ngô
Ngô Quyền bỏ danh hiệu Tiết độ sứ, xưng là Ngô vương. Năm 944, Ngô Quyền mất. Em vợ Ngô vương là Dương Tam Kha giành ngôi vua, con Ngô vương là Ngô Xương Ngập phải bỏ trốn.
Dương Tam Kha nhận con thứ Ngô Quyền là Ngô Xương Văn làm con nuôi. Năm 950, nhân được sai cầm quân đi dẹp loạn, Ngô Xương Văn mang quân về lật đổ Dương Tam Kha, giành lại ngôi cho họ Ngô. Xương Văn đón anh Xương Ngập về cùng trị nước.
Năm 954, Ngô Xương Ngập chết. Ngô Xương Văn một mình làm vua. Năm 965, trong khi đi đánh quân nổi dậy ở Thái Bình, Ngô Xương Văn bị trúng tên tử trận.

### Chấm dứt
Nhà Ngô mất, các tướng lĩnh cũ của nhà Ngô và các hào trưởng địa phương cùng nhau nổi dậy chiếm giữ đất đai cát cứ, sử gọi là thời loạn 12 sứ quân.
Thủ lĩnh cát cứ ở Hoa Lư từ thời Ngô Xương Ngập là Đinh Bộ Lĩnh sau khi liên kết với sứ quân Trần Lãm (một trong 12 sứ quân) đã đánh dẹp các sứ quân còn lại. Năm 968, Đinh Bộ Lĩnh thống nhất cả nước, tự xưng làm hoàng đế, tức là vua Đinh Tiên Hoàng. Tên gọi Tĩnh Hải quân chấm dứt sau 102 năm khi vua Đinh đặt tên nước là Đại Cồ Việt.

## Lãnh thổ
Trong những năm cuối thời thuộc Đường và thời Tự chủ, lãnh thổ Tĩnh Hải quân gồm 12 châu là:
| - Giao - Lục - Phúc Lộc | - Phong - Thang - Trường | - Chi - Vũ Nga - Vũ An | - Ái - Hoan - Diễn |

Lãnh thổ 12 châu này bao gồm Bắc Bộ và Bắc Trung Bộ Việt Nam, kéo dài tới phía bắc Hoành Sơn, thêm một phần phía tây nam tỉnh Quảng Tây, Trung Quốc hiện nay.
Tuy nhiên sang thời nhà Ngô (939-967), lãnh thổ Tĩnh Hải quân chỉ còn 8 châu là:
| - Giao - Lục | - Phúc Lộc - Phong | - Trường - Ái | - Hoan - Diễn |

Bốn châu: Thang, Chi, Vũ Nga và Vũ An thuộc về Nam Hán. Việc thu hẹp lãnh thổ phía bắc này không được sử sách ghi chép rõ. Theo Đào Duy Anh trong Đất nước Việt Nam qua các đời: 4 châu này bị Nam Hán chiếm, nhưng không rõ vào thời điểm nào (trước hay sau trận Bạch Đằng). Nguyễn Khắc Thuần trong Thế thứ các triều vua Việt Nam cho rằng: Ngô Quyền bàn giao 4 châu này cho Nam Hán "để tiện việc phòng thủ".
Lãnh thổ nước Đại Cồ Việt của nhà Đinh kế tục nhà Ngô trở về sau nằm trên 8 châu này, từ miền Bắc Việt Nam đến Hoành Sơn, nghĩa là hết địa giới Hà Tĩnh hiện nay. Kể từ khi kết thúc nghìn năm Bắc thuộc đến trước năm 1069 (thời điểm Lý Thánh Tông lấy 3 châu của Chiêm Thành), lãnh thổ Việt Nam thời họ Khúc là rộng hơn cả.

## Trong quan hệ ngoại giao đời sau
Tên gọi Tĩnh Hải quân vẫn được các triều đình phương Bắc dùng làm một tên gọi Việt Nam. Khi phong chức cho các vua hay hoàng tử nhà Đinh, nhà Tiền Lê và nhà Lý của Việt Nam, các vua Tống vẫn dùng tước hiệu gắn với địa danh Tĩnh Hải quân:
- Năm 973 nhà Tống sai sứ sang phong cho Đinh Tiên Hoàng làm Giao Chỉ quận vương, hoàng tử Đinh Liễn làm Kiểm hiệu thái sư Tĩnh Hải quân tiết độ sứ An Nam đô hộ[6].
- Năm 986, nhà Tống sai Lý Nhược Chuyết, Lý Giác mang chế sách sang phong cho Lê Hoàn làm An Nam đô hộ Tĩnh Hải quân Tiết độ sứ kinh triệu quận hầu[6].
- Năm 1007, nhà Tống phong Lê Long Đĩnh làm Giao Chỉ quận vương, lĩnh Tĩnh Hải quân tiết độ sứ[6].
- Năm 1010, nhà Tống phong Lý Thái Tổ làm Giao Chỉ quận vương, lĩnh Tĩnh Hải quân tiết độ sứ[16].

Từ Lý Thái Tông trở về sau, trong danh hiệu các vua Tống phong cho vua Đại (Cồ) Việt chỉ có Giao Chỉ quận vương, không nhắc tới Tĩnh Hải quân.
- Năm 1262, nhà Tống phong Trần Thánh Tông làm Tĩnh Hải quân Tiết độ quan sát xử trí sứ, Kiểm hiệu thái uý kiêm Ngự sử đại phu, thượng trụ quốc, An Nam quốc vương hiệu trung thuận hóa công thần[17]

## Những người đứng đầu
Từ thời thuộc Đường qua thời Tự chủ tới thời nhà Ngô, những người đứng đầu Tĩnh Hải quân gồm có:
| Thứ tự | Thời kỳ         | Chức danh, danh hiệu | Tên họ          | Niên đại           |
| ------ | --------------- | -------------------- | --------------- | ------------------ |
| 1      | Thuộc Đường     | Tiết độ sứ           | Cao Biền        | 864-868            |
| 2      | Thuộc Đường     | Tiết độ sứ           | Cao Tầm         | 868-878            |
| 3      | Thuộc Đường     | Tiết độ sứ           | Tăng Cổn        | 878-880            |
| 4      | Thuộc Đường     | Tiết độ sứ           | Cao Mậu Khanh   | 882-883            |
| 5      | Thuộc Đường     | Tiết độ sứ           | Tạ Triệu        | 884-?              |
| 6      | Thuộc Đường     | Tiết độ sứ           | An Hữu Quyền    | 897-900            |
| 7      | Thuộc Đường     | Tiết độ sứ           | Chu Toàn Dục    | 900-905            |
| 8      | Thuộc Đường     | Tiết độ sứ           | Độc Cô Tổn      | 905                |
| 9      | Tự chủ          | Tiết độ sứ           | Khúc Thừa Dụ    | 905-907            |
| 10     | Tự chủ          | Tiết độ sứ           | Khúc Hạo        | 907-917            |
| 11     | Tự chủ          | Tiết độ sứ           | Khúc Thừa Mỹ    | 918-923 (hoặc 930) |
| 12     | Thuộc Nam Hán   | Thứ sử               | Lý Tiến         | 923 (hoặc 930)-931 |
| 13     | Tự chủ          | Tiết độ sứ           | Dương Đình Nghệ | 931-937            |
| 14     | Tự chủ          | Tiết độ sứ           | Kiều Công Tiễn  | 937-938            |
| 15     | Nhà Ngô         | Ngô vương            | Ngô Quyền       | 939-944            |
| 16     | Nhà Ngô         | Dương Bình vương     | Dương Tam Kha   | 944-950            |
| 17     | Nhà Ngô         | Thiên Sách vương     | Ngô Xương Ngập  | 951-954            |
| 18     | Nhà Ngô         | Nam Tấn vương        | Ngô Xương Văn   | 951-965            |
| 19     | Loạn 12 sứ quân | Tước công            | Các sứ quân     | 966-967            |